# Manor Ground (Plumstead)
Der Manor Ground war ein englisches Fußballstadion in Plumstead, das im Südosten Londons in der Zeit zwischen 1888 und 1890 sowie zwischen 1893 und 1913 als Heimspielstätte des Vereins „Woolwich Arsenal“ – der sich später in FC Arsenal umbenannte – diente.
Noch unter dem Namen „Royal Arsenal“ spielte die Mannschaft zunächst auf dem Gemeindeland „Plumstead Common“ und später auf dem „Sportsman Ground“, wie ein gewöhnliches Schweinefeld im Sumpfgebiet „Plumstead Marshes“ genannt wurde. Als der Sportsman Ground im Jahre 1888 wegen einer Überschwemmung nicht mehr zu gebrauchen war, zog der Verein ins benachbarte „Manor Field“, wie die spätere Spielstätte zu dieser Zeit noch hieß. Das Spielfeld war berüchtigt für den sehr matschigen Untergrund und entlang der Südseite verlief sogar ein Abwasserkanal. Tribünen gab es damals an dieser Stelle noch nicht und der Klub half sich mit Stellwagen von der britischen Armee aus, um Zuschauer zu beherbergen. Das erste offizielle Spiel des Vereins fand dort am 11. Februar 1888 gegen die Millwall Rovers statt und endete 3:3
Im Jahre 1890 entschloss sich Royal Arsenal dazu, an der Südseite der Plumstead High Street den etwas besseren Invicta Ground zu beziehen, der zumindest über eine Tribüne, Terrassen und zudem Umkleidekabinen verfügte. Dort verbrachte der Verein drei Jahre (während dieser Zeit benannte man sich in „Woolwich Arsenal“ um und erlangte den Status eines Profivereins), bevor der Besitzer des Invicta Grounds die Miete erhöhte, was den erneuten Umzug des Klubs zur Folge hatte. Mit der Hilfe von Anteilen, die der Verein herausgegeben hatte, setzte Arsenal die dadurch gewonnenen Erlöse in den Kauf des Manor Grounds ein und zog vor Beginn der Saison 1894/94 – anlässlich des Debüts in der Football League – zurück zu dieser alten Stätte. In dieser Spielzeit sollte der Verein im Schnitt etwa 6.000 Zuschauer beherbergen.
Zu diesem Zeitpunkt hatte der Verein eine Tribüne und weitere Terrassenbänke errichtet, bevor 1904 mit dem „Spion Kop“ eine zweite Tribüne hinzukam. Interessant ist in diesem Zusammenhang, dass damit die landesweit erste Kop-Tribüne geschaffen wurde und erst später viele andere Vereine – darunter vor allem der FC Liverpool – deutlich berühmtere Tribünen gleichen Namens errichteten. Während dem Verein 1904 der Aufstieg in die First Division gelang, stieg die Resonanz in der Anhängerschaft auf zeitweise über 20.000 Zuschauer in einigen Spielen an.
Vor allem aufgrund der sehr isolierten Lage in einem Industriegebiet mit nur sehr wenig Einwohnern, entwickelten sich diese Zahlen aber in der Folgezeit wieder rückläufig. Dies war mitentscheidend für die immer prekärer werdende finanzielle Lage des Vereins, der 1910 sogar am Rande eines Bankrotts stand. Der Zuschauerschnitt betrug zu dieser Zeit nur noch circa 11.000, was verglichen mit dem 28.000er-Schnitt des FC Chelsea einen deutlichen Wettbewerbsnachteil bedeutete. Die Rettung folgte in der Person von Sir Henry Norris, der – obwohl Vorsitzender des FC Fulham – Arsenal aufkaufte und den Umzug in den Norden Londons nach Highbury in das neue Highbury-Stadion vorantrieb. Dieser fand bereits drei Jahre später statt, nachdem Norris mit Plänen, Arsenal mit dem FC Fulham zu fusionieren, scheiterte.
Die letzte Partie im Manor Ground absolvierte Woolwich Arsenal am 26. April 1913, als man sich mit 1:1 vom FC Middlesbrough trennte. Kurz nach dem Umzug des Vereins verwilderte die ehemalige Spielstätte, wurde schließlich abgerissen und neu bebaut. Das zwischen dem Nathan Way, dem Griffin Manor Way und der Hadden Road eingeschlossene Grundstück ist heute Teil des Industriegebiets.
Der Weggang Arsenals sollte mitentscheidend für den Wechsel des Vereins Charlton Athletic ins Profigeschäft im Jahre 1920 sein, der damit die vormalige Rolle Arsenals als Hauptverein in dieser Region übernahm.